# Стремнинные ручейники

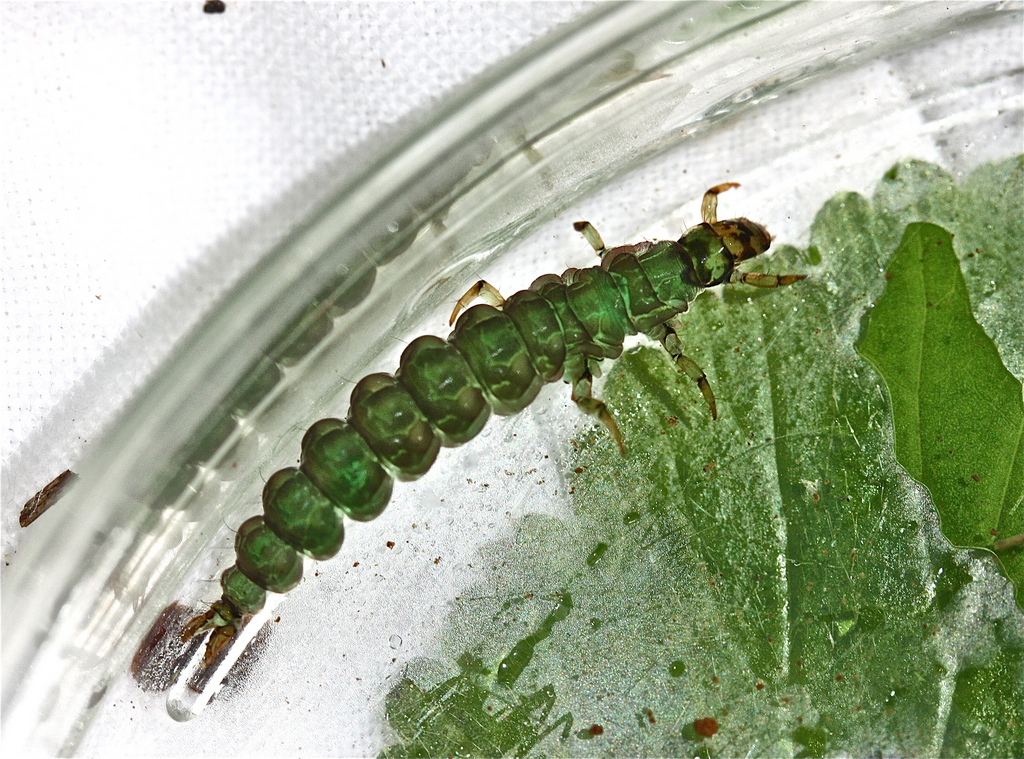
Личинка ручейника семейства Rhyacophilidae

Стремнинные ручейники (лат. Rhyacophilidae) — семейство ручейников подотряда Annulipalpia.

## Распространение
Всесветно, наибольшее разнообразие видов отмечено в Северном полушарии (Северная Америка, Европа, Азия). В России 1 род и около 50 видов. Древнейшая находка семейства в ископаемом состоянии происходит из средней юры Китая.

## Описание
Крупного и среднего размера ручейники, крылья имеют размах до 75 мм. Оцеллии имеются. Усики короткие (короче длины переднего крыла), тонкие. Нижнечелюстные щупики самок и самцов состоят из 5 члеников. Крылья широкие. Число шпор на передних, средних и задних ногах равно 3, 4 и 4 соответственно. Личинки живут на дне водоёмом с быстрой водой; хищники, некоторые виды — альгофаги. Домики строят из мелких камешков и песчинок.

## Систематика
Включает крупнейший род ручейников Rhyacophila, в котором свыше 700 видов. 4 современных и один ископаемый род.
- Fansipangana Mey, 1996
  - Fansipangana vernalis Mey, 1996 — Юго-восточная Азия (Вьетнам).[7]
- Himalopsyche Banks, 1940 — более 50 видов.[8]
- Philocrena Lepneva, 1956
  - Philocrena trialetica Lepneva, 1956 — Грузия[9]
- Rhyacophila Pictet, 1834 — около 700 видов.[10]
- †Rhyacophilites